# Szpanów (przystanek kolejowy)
Szpanów (ukr. Шпанів, ros. Шпанов) – przystanek kolejowy w miejscowości Szpanów, w rejonie rówieńskim, w obwodzie rówieńskim, na Ukrainie. Położony jest na linii Równe – Baranowicze – Wilno.